# Valeriana paniculata
Valeriana paniculata là một loài thực vật có hoa trong họ Kim ngân. Loài này được Ruiz & Pav. miêu tả khoa học đầu tiên năm 1798.